# Gnoma zonaria
Gnoma zonaria är en skalbaggsart som först beskrevs av Linne 1758.  Gnoma zonaria ingår i släktet Gnoma och familjen långhorningar. Inga underarter finns listade i Catalogue of Life.